# Diastata nebulosa
Diastata nebulosa är en tvåvingeart som först beskrevs av Fallen 1823.  Diastata nebulosa ingår i släktet Diastata och familjen sumpskogsflugor. Arten är reproducerande i Sverige. Inga underarter finns listade i Catalogue of Life.